# Verona (Missouri)
Verona és una població dels Estats Units a l'estat de Missouri. Segons el cens del 2000 tenia 714 habitants.

## Demografia
Segons el cens del 2000, Verona tenia 714 habitants, 238 habitatges, i 170 famílies. La densitat de població era de 316,9 habitants per km².
Dels 238 habitatges en un 35,7% hi vivien nens de menys de 18 anys, en un 54,2% hi vivien parelles casades, en un 10,9% dones solteres, i en un 28,2% no eren unitats familiars. En el 23,1% dels habitatges hi vivien persones soles el 13,4% de les quals corresponia a persones de 65 anys o més que vivien soles. El nombre mitjà de persones vivint en cada habitatge era de 3 i el nombre mitjà de persones que vivien en cada família era de 3,52.
Per edats la població es repartia de la següent manera: un 31,1% tenia menys de 18 anys, un 10,2% entre 18 i 24, un 27,3% entre 25 i 44, un 21,6% de 45 a 60 i un 9,8% 65 anys o més.
L'edat mediana era de 31 anys. Per cada 100 dones de 18 o més anys hi havia 96 homes.
La renda mediana per habitatge era de 27.813 $ i la renda mediana per família de 30.156 $. Els homes tenien una renda mediana de 21.250 $ mentre que les dones 16.442 $. La renda per capita de la població era d'11.750 $. Entorn del 19,4% de les famílies i el 26,4% de la població estaven per davall del llindar de pobresa.

## Poblacions més properes
El següent diagrama mostra les poblacions més properes.